# Unup Juk Tzepacab
Unup Juk Tzepacab är en ort i Mexiko.   Den ligger i kommunen Tancanhuitz och delstaten San Luis Potosí, i den centrala delen av landet, 240 km norr om huvudstaden Mexico City. Unup Juk Tzepacab ligger 266 meter över havet och antalet invånare är 113.
Terrängen runt Unup Juk Tzepacab är lite kuperad, och sluttar norrut. Runt Unup Juk Tzepacab är det ganska tätbefolkat, med 124 invånare per kvadratkilometer. Närmaste större samhälle är Villa Terrazas, 17,8 km söder om Unup Juk Tzepacab. I omgivningarna runt Unup Juk Tzepacab växer huvudsakligen savannskog.